# Одважне
Одважне (енгл. The Bold Type) америчка је телевизијска серија коју је створила Сара Вотсон за Freeform. Инспирисана је животом и каријером главне уреднице часописа Cosmopolitan по имену Џоана Коулс, која је извршна продуценткиња серије. Радња прати животе три жене, које раде за часопис Scarlet у Њујорку.
Премијера је емитована 20. јуна 2017. године, а финале 30. јуна 2021. Серија се састоји из пет сезона и 52 епизоде. Емитована је на разним телевизијама широм света, док су је такође приказивали Amazon Prime Video и Netflix. Серија је добила изузетно позитивне рецензије телевизијских критичара, као и разних модних публикација.

## Радња
Серија прати бурне животе људи који су одговорни за светски часопис Scarlet. Труде се да нађу свој идентитет, одрже своја пријатељства и излече сломљено срце, али све је у реду докле год носе савршене фармерке које пристају свакој фигури.

## Улоге
| Глумац            | Улога          |
| ----------------- | -------------- |
| Кејти Стивенс     | Џејн Слоун     |
| Аиша Ди           | Кат Едисон     |
| Меган Фахи        | Сатон Брејди   |
| Сем Пејџ          | Ричард Хантер  |
| Мет Ворд          | Алекс Крофорд  |
| Мелора Хардин     | Џеклин Карлајл |
| Стивен Конрад Мур | Оливер Грејсон |
| Никол Бушери      | Адена ел Амин  |

## Епизоде
| Сезона | Сезона | Епизоде | Епизоде | Оригинално емитовање | Оригинално емитовање |
| Сезона | Сезона | Епизоде | Епизоде | Премијера            | Финале               |
| ------ | ------ | ------- | ------- | -------------------- | -------------------- |
|        | 1.     | 10      | 10      | 20. јун 2017.        | 5. септембар 2017.   |
|        | 2.     | 10      | 10      | 12. јун 2018.        | 7. август 2018.      |
|        | 3.     | 10      | 10      | 9. април 2019.       | 11. јун 2019.        |
|        | 4.     | 16      | 16      | 23. јануар 2020.     | 16. јул 2020.        |
|        | 5.     | 6       | 6       | 26. мај 2021.        | 30. јун 2021.        |